# العلاقات الأرجنتينية التركية
العلاقات الأرجنتينية التركية هي العلاقات الثنائية التي تجمع بين الأرجنتين وتركيا.

## مقارنة بين البلدين
هذه مقارنة عامة ومرجعية للدولتين:
| وجه المقارنة                                              | الأرجنتين                                               | تركيا         |
| --------------------------------------------------------- | ------------------------------------------------------- | ------------- |
| المساحة (كم2)                                             | 2.78 مليون                                              | 783.56 ألف    |
| عدد السكان (نسمة)                                         | 44.27 مليون                                             | 80.14 مليون   |
| الكثافة السكانية (ن./كم²)                                 | 15.92                                                   | 102.28        |
| العاصمة                                                   | بوينس آيرس                                              | أنقرة         |
| اللغة الرسمية                                             | اللغة الإسبانية                                         | اللغة التركية |
| العملة                                                    | البيزو الأرجنتيني 1983 ‏، بيزو أرجنتيني، أسترال أرجنتيني | ليرة تركية    |
| الناتج المحلي الإجمالي (بليون دولار)                      | 637.59 مليار                                            | 851.10 مليار  |
| الناتج المحلي الإجمالي (تعادل القوة الشرائية) بليون دولار | 883.02 مليار                                            | 1.57 تريليون  |
| الناتج المحلي الإجمالي الاسمي للفرد دولار أمريكي          | 13.43 ألف                                               | 9.12 ألف      |
| الناتج المحلي الإجمالي للفرد دولار أمريكي                 |                                                         | 19.79 ألف     |
| مؤشر التنمية البشرية                                      | 0.827                                                   | 0.761         |
| رمز المكالمات الدولي                                      | +54                                                     | +90           |
| رمز الإنترنت                                              | .ar                                                     | .tr           |
| المنطقة الزمنية                                           | 00                                                      | ت ع م+03:00   |

## مدن متوأمة
في ما يلي قائمة باتفاقيات التوأمة بين مدن أرجنتينية وتركية:
- ترتبط باهيا بلانكا مع كيمليك باتفاقية توأمة.
- ترتبط بوينس آيرس مع إسطنبول باتفاقية توأمة منذ 19 مايو 1994.

## منظمات دولية مشتركة
يشترك البلدان في عضوية مجموعة من المنظمات الدولية، منها:
| علم المنظمة | اسم المنظمة                               | تاريخ انضمام الأرجنتين | تاريخ انضمام تركيا |
| ----------- | ----------------------------------------- | ---------------------- | ------------------ |
|             | البنك الإفريقي للتنمية                    | ?                      | ?                  |
|             | المنظمة الهيدروغرافية الدولية             | ?                      | ?                  |
|             | مجموعة العشرين                            | ?                      | ?                  |
|             | منظمة الشرطة الجنائية الدولية             | ?                      | ?                  |
|             | الاتحاد البريدي العالمي                   | ?                      | ?                  |
|             | منظمة التجارة العالمية                    | ?                      | 26 مارس 1995       |
|             | الفريق المعني برصد الأرض                  | ?                      | ?                  |
|             | مجموعة الموردين النوويين                  | ?                      | ?                  |
|             | مؤسسة التنمية الدولية                     | 3 أغسطس 1962           | 22 ديسمبر 1960     |
|             | مؤسسة التمويل الدولية                     | 13 أكتوبر 1959         | 19 ديسمبر 1956     |
|             | منظمة حظر الأسلحة الكيميائية              | ?                      | ?                  |
|             | الأمم المتحدة                             | 24 أكتوبر 1945         | 24 أكتوبر 1945     |
|             | الاتحاد الدولي للاتصالات                  | 1889                   | 1866               |
|             | البنك الدولي للإنشاء والتعمير             | 20 سبتمبر 1956         | 11 مارس 1947       |
|             | مجموعة أستراليا                           | 1993                   | 2000               |
|             | المركز الدولي لتسوية المنازعات الاستشارية | 18 نوفمبر 1994         | 2 أبريل 1989       |
|             | وكالة ضمان الاستثمار متعدد الأطراف        | 11 فبراير 1992         | 3 يونيو 1988       |
|             | نظام تحكم تكنولوجيا القذائف               | 1993                   | 1997               |
|             | يونسكو                                    | 15 سبتمبر 1948         | 4 نوفمبر 1946      |

## وصلات خارجية
- موقع وزارة الخارجية الأرجنتينية
- موقع وزارة الخارجية التركية